# Nyírbogdány, Szabolcs-Szatmár-Bereg
Nyírbogdány  este un sat în districtul Kemecse, județul Szabolcs-Szatmár-Bereg, Ungaria, având o populație de 2.965 de locuitori (2011). 

## Demografie
Componența etnică a satului Nyírbogdány
     Maghiari (94,81%)
     Romi (3,85%)
     Necunoscut (0,19%)
     Alții (1,15%)
Componența confesională a satului Nyírbogdány
     Reformați (31,47%)
     Romano-catolici (24,11%)
     Greco-catolici (9,78%)
     Fără religie (3,78%)
     Necunoscută (29,51%)
     Alte religii (2,6%)
Conform recensământului din 2011, satul Nyírbogdány avea 2.965 de locuitori. Din punct de vedere etnic, majoritatea locuitorilor (94,81%) erau maghiari, cu o minoritate de romi (3,85%). Apartenența etnică nu este cunoscută în cazul a 0,19% din locuitori. Nu există o religie majoritară, locuitorii fiind reformați (31,47%), romano-catolici (24,11%), greco-catolici (9,78%) și persoane fără religie (3,78%). Pentru 29,51% din locuitori nu este cunoscută apartenența confesională.